# Système de désignation des aéronefs du RLM
Le ministère de l'Air allemand - le Reichsluftfahrtministerium (RLM) - avait un système de désignation des aéronefs qui était une tentative de la bureaucratie du Troisième Reich pour normaliser et produire un identifiant pour chaque type d'aéronef fabriqués en Allemagne. Il a été en usage de 1933 à 1945 bien que de nombreux avions sortis avant 1933 aient été inclus. Le système de désignation a subi des changements au fil des ans. Il couvrait non seulement les avions de la Luftwaffe, mais aussi les avions civils et des avions de sport.

## Le système
Lorsque le Reichsluftfahrtministerium a hérité du contrôle des activités aéronautiques du pays en 1933, il a démarré un catalogue recensant à la fois les aéronefs déjà en production par les différents constructeurs allemands, ainsi que les nouveaux projets dont le développement avait été approuvé par le ministère. Le RLM a apporté des améliorations nécessaires à un système de désignation qui a été mis en place en 1929-1930 par le Heereswaffenamt (Bureau des armes de l'armée) dans le Reichswehrministerium (ministère de la Défense), en coordination avec d'autres institutions liées à l'industrie. L'ancien système avait provoqué une certaine confusion dans l'utilisation des appellations d'avions entre les différents fabricants, six avions de différentes entreprises avaient utilisé le numéro 33.
Le système de désignation amélioré a été mis en place pour fournir une identification simple et sans ambiguïté de chaque avion. Le cœur du nouveau système a été un nombre (théoriquement) unique attribué par le RLM. Dans la paperasserie interne, ce nombre a été tout simplement le préfixe « 8 - » (ou, dans le cas des planeurs, l'objet d'une liste numérique séparée, « 108 - »), tandis que le préfixe « 9 - » indiquait les moteurs d'avions, avec le préfixe « 109 » pour les moteurs à réaction (turbines à gaz, pulsoréacteurs et les fusées). La nouvelle désignation normalisée a ajouté deux lettres représentant le constructeur ; que Dornier (Do) et Rohrbach (Ro) utilisaient déjà en pratique. La première lettre en majuscules, et la seconde toujours en minuscules, quelle que soit son origine - on avait donc Fw pour Focke-Wulf ou Bf pour Bayerische Flugzeugwerke. La première exception à cette règle a été accordée plusieurs années plus tard à Blohm & Voss quand ils ont renommé leur manufacture d'aéronefs - qui avait été séparée de la Hamburger Flugzeugbau (Ha). Ils ont ainsi reçu la désignation BV pour leurs nouveaux avions, dont le premier a été le BV 138.
Ainsi le RLM, avec le type « 8-262 » faisait référence en interne à un projet de chasseur biréacteur Messerschmitt, bien que le même avion en service actif serait connu sous le nom « Me 262 ». À l'origine, ces numéros ont été attribués de façon séquentielle et dans la mesure du possible prenait en compte les numéros des fabricants pour les types déjà existants en 1933. Les duplications s'expliquent par le fait que, lorsqu'un fabricant abandonnait un projet, le même nombre a été parfois réaffecté, avec un certain délai, à un autre constructeur. Un cas connu étant le nombre « 8-163 », utilisé à la fois pour l'avion de liaison Messerschmitt Bf 163, et plus tard, pour le plus célèbre intercepteur Komet à moteur fusée, où la même entreprise (sous un nouveau nom) a réutilisé le même numéro.
| Al  | Albatros                                                        | Fg | Flugtechnische Fertigungsgemeinschaft Prag        | Ho  | Reimar und Walter Horten |
| Ar  | Arado                                                           | Fh | Flugzeugwerk Halle, puis plus tard Si pour Siebel | Hs  | Henschel                 |
| As  | Argus Motoren                                                   | Fi | Fieseler                                          | Ju  | Junkers                  |
| Ba  | Bachem                                                          | FK | Flugzeugbau Kiel                                  | Kl  | Klemm Flugzeugbau        |
| Bf  | Bayerische Flugzeugwerke (après juillet 1938, Messerschmitt AG) | Fl | Flettner                                          | NR  | Nagler-Rolz              |
| Bü  | Bücker Flugzeugbau                                              | FW | Focke-Wulf                                        | So  | Heinz Sombold            |
| BV  | Blohm & Voss                                                    | Go | Gothaer Waggonfabrik                              | Sk  | Škoda-Kauba Flugzeubau   |
| DFS | Deutsche Forschungsanstalt für Segelflug                        | Ha | Hamburger Flugzeugbau                             | We  | Weser Flugzeugbau        |
| Do  | Dornier                                                         | He | Heinkel                                           | ZMe | Zeppelin/Messerschmitt   |
| Fa  | Focke-Achgelis                                                  | HM | Hirth Motoren GmbH                                | ZSo | Zeppelin/SNCASO          |

## Prototypes et variantes
Après février 1935, chaque  prototype a été suivi par « V » (pour Versuchs - « prototype ») et un numéro d'identification unique. Ainsi, par exemple, le Me 262 V3 a été le troisième prototype construit du Me 262.
Une fois accepté par la Lufthansa ou la Luftwaffe, les principales variantes de l'avion ont reçu une lettre majuscule en suffixe par ordre alphabétique. Par exemple, les principales variantes du Me 262 ont été numérotées Me 262 A, 262 B, et Me 262 C.
Des variantes mineures ont porté un suffixe numérique, en commençant par « -0 » pour les versions de pré-production. Ainsi, le premier lot de Me 262 fourni par Messerschmitt ont été désignés Me 262 A-0, suivi par les versions de production Me 262 A-1 jusqu'au (dans le cas de cet appareil particulier) Me 262 A-5.
Des variantes encore plus mineures ont eu une lettre minuscule comme suffixe. Lorsque le Me 262 A-1a devait être équipé à des fins expérimentales de moteurs différents, dans ce cas, de moteurs BMW 003, il est devenu le Me 262 A-1b.
Enfin, les conversions spéciales de certains types de base ont été affublées du suffixe R / ou / U suivi d'un numéro. R est une abréviation de Rüstsatz, un kit de pièces pré-emballées qui étaient généralement installées sur les avions sur le champ d'opérations. La désignation Rüstsatz a été utilisée pour la modification des types de base afin d'être utilisable pour une mission spécifique comme les missions de reconnaissance, de chasse-bombardement ou de bombardement-torpillages. U a été une abréviation de Umrüst-Bausatz (« kit de conversion »), souvent contractée Umbau, et a été réalisé sur des avions pris sur la ligne de montage, mais aussi, dans les ateliers de réparation, sur des cellules déjà en opération. La désignation Umrüst-Bausatz a été utilisé pour des petits changements d'équipement comme de petites améliorations pour le moteur ou des armements principaux différents. Par exemple, le Me 262 A-1a/U3 renvoie à un petit nombre de chasseurs Me 262 A-1a qui ont été modifiés par Messerschmitt en avion de reconnaissance. Le suffixe « trop » (pour Tropen - tropical) a été appliqué aux aéronefs modifiés pour fonctionner dans la chaleur et la poussière d'Afrique du Nord et le théâtre méditerranéen, comme le Bf 109 F-4 trop.

## Changement de noms et nouveaux constructeurs
En 1933, le plus grand constructeur naval allemand Blohm & Voss de Hambourg a ouvert une filiale aéronautique sous le nom de Hamburger Flugzeugbau. RLM attribua à cette usine la désignation Ha. Cependant le lien avec Blohm & Voss était tout simplement trop fort pour être négligée, et les avions en provenance du Hamburger Flugzeugwerke sont généralement connus comme « Blohm & Voss de type Ha ... ». Enfin, le RLM a cédé à la vision populaire et a donné à l'usine une nouvelle désignation BV pour Blohm & Voss.
La Bayerische Flugzeugwerke a été fondée en 1926 sur les restes de l'ancienne Udet Flugzeugbau en faillite. À l'origine, la production était fondée sur les modèles de sport hérités d'Udet, elle a plus tard poursuivi en travaillant pour Willy Messerschmitt, non pas comme un ingénieur en chef, mais en tant que designer free-lance. Ainsi, BFW à Munich et Augsbourg produisirent et distribuèrent des modèles de Flugzeugbau Messerschmitt à Bamberg. Pour une raison quelconque, (et aussi en partie à cause d'une profonde inimitié personnelle entre Willy Messerschmitt et secrétaire d'État de l'aviation Erhard Milch) le RLM donna la désignation non pas de Messerschmitt mais de la Bayerische Flugzeugwerke, et donc l'avion de sport da conception Messerschmitt M 37 a été produit sous la dénomination Bf 108. Insatisfait de cet état de fait, Messerschmitt utilisa l'argent de la vente de ses créations pour acheter une parcelle de terrain à Ratisbonne, fonda la société Messerschmitt GmbH et planifia (ou menaça) de démarrer la production d'avions sous son nom. Contraint de choisir entre donner son dû à Messerschmitt et de devenir un sous-traitant pur, le 11 juillet 1938, la Bayerische Flugzeugwerke désigna Messerschmitt comme président directeur général, reprit l'usine de Ratisbonne et prit le nom de Messerschmitt AG. Le RLM attribua à ce «nouveau» constructeur la désignation Me. Le premier avion à bénéficier de ce changement a été le Me 210. Néanmoins, les trois appareils Bf 108, 109 et 110 conservèrent officiellement leur préfixe Bf, en raison de leur antériorité par rapport à la "création" de la nouvelle société.
En 1933, le RLM fit le constat que la production d'avions était trop concentrée dans le sud et l'ouest du pays et a donc demandé à Hanns Klemm à déménager son usine Klemm Flugzeugbau de Böblingen en Bavière à Halle en Saxe. Peu disposé à quitter son «fief», Klemm s'associa avec le financier Fritz Siebel et fonda la Flugzeugbau Halle: une usine entièrement nouvelle, conçue par Halle Klemm, sous la dénomination RLM de Fh. Cependant, au moment où le premier avion de conception Halle, le FH 104 (qui a commencé sa vie sur la planche à dessin comme le Klemm Kl 104) fit ses premiers vols en 1937, Siebel est devenu l'actionnaire majoritaire de la nouvelle usine. il fit venir sa propre équipe de concepteurs et rebaptisa l'usine Siebel Flugzeugwerke KG, pour produire ses propres créations. Elles furent affublées de la désignation Si par le RLM.
De plus, en 1933, les écoles de planeur de la Rhön-Rossitten Gesellschaft ont été incorporées dans les jeunesses hitlériennes, tandis que les équipes de construction et de recherche ont continué un travail de recherche expérimentale sous le nom de Deutsche Forschungsanstalt für Segelflug ou plus simplement DFS. Bien que le DFS a été un centre de recherche pure et n'avait pas de moyens de production en série, plusieurs de ses dessins ont été construits sous licence par diverses usines d'aéronefs. Chose inhabituelle pour le RLM, ces dessins ont conservé, comme désignation, les trois lettres capitales DFS.
Une liste des changements les plus notables en matière de désignation apparaît ci-dessous:
| Nouvelle désignation | Nom officiel                             | Ancien nom                    | Ancienne désignation    |
| -------------------- | ---------------------------------------- | ----------------------------- | ----------------------- |
| BV                   | Blohm + Voss                             | Hamburger Flugzeugbau         | Ha                      |
| Me                   | Messerschmitt                            | Bayerische Flugzeugwerke      | Bf (après juillet 1938) |
| Si                   | Siebel                                   | Flugzeugwerk Halle            | Fh                      |
| DFS                  | Deutsche Forschungsanstalt für Segelflug | (Rhön-Rossitten Gesellschaft) |                         |

## Évolution du système de désignation
Au début de la Seconde Guerre mondiale, les constructeurs se sont de plus en plus focalisés sur les améliorations d'avions existants plutôt que de concevoir des modèles tout à fait nouveaux. Pour indiquer la lignée de ces appareils, les nouveaux types ont été numérotés par pas de 100 au-dessus du numéro du modèle de base dont ils ont été issus. Ainsi, le Junkers Ju 88 a servi de base pour le Ju 188, le Ju 288, le Ju 388, et le Ju 488.
Un autre changement dans le système a été le remplacement progressif du préfixe à deux lettres du constructeur par un préfixe pour le concepteur. Presque depuis sa création, le RLM utilisait un système complexe de construction sous licence et de sous-traitance afin de maximiser la production de quelques types d'avions. Initialement, l'usine qui avait conçu l'avion conservait la plus grande part de la production. Avec la guerre, les besoins de la Luftwaffe ont rapidement dépassé la capacité des fabricants d'origine, les usines étant, de plus, désormais régulièrement bombardées par les Alliés. En conséquence, la connexion entre les appareils et le fabricant d'origine a fini par perdre sa signification. Les avions ont dorénavant été construit par plusieurs usines, souvent sans aucun lien avec le constructeur dont l'avion portait le nom. En outre, les ingénieurs et les concepteurs d'aéronefs, une denrée rare pour un constructeur et donc très courtisés, étaient célèbres pour leur tendance à quitter leur entreprise pour une autre au bout de quelques années. Enfin, de plus en plus d'entre eux ont démarré leur propre entreprise de développement d'avions sous leur propre nom. Le RLM leur a emboîté le pas en donnant à leurs produits une désignation à deux lettres qui reflète le nom du concepteur plutôt que du constructeur pour lequel ils travaillaient à l'origine. Pour compliquer davantage les choses, ces bureaux d'études ont souvent reçu des plages de numéros d'avions auparavant affectés à d'autres constructeurs, mais utilisés. Ainsi, lorsque le constructeur en chef de Focke-Wulf Kurt Tank a fondé son propre bureau d'études, il a obtenu le préfixe Ta et les numéros 151 à 154. En conséquence, la poursuite du développement de son Focke-Wulf Fw 190 est devenu le Tank Ta 152, mais reste connu sous le nom Focke-Wulf Ta 152.
| Nouvelle désignation | Concepteur (ou équipe de conception) | Ancien constructeur          | Nouvelle désignation |
| Ka                   | Albert Kalkert                       | Gothaer Waggonfabrik         | Go                   |
| Hü                   | Dr. Ing. Ulrich Hütter               | NA (professeur d'université) | He (*)               |
| Li                   | Alexander Lippisch                   | DFS, Messerschmitt           | DFS / Me             |
| Ta                   | Kurt Tank                            | Focke-Wulf                   | Fw                   |

(*) Bien qu'Hütter n'ait jamais travaillé pour Heinkel, son seul projet d'avion, le Hu 211 a été un développement du Heinkel 219 avec une nouvelle aile à haut ratio élevé très performante.
Il n'y a pas de «liste maîtresse» unique de désignations qui soit vraie tout au long de la période 1933-1945, la séquence est particulièrement confuse au début et à la fin de la liste. (Pour voir les avions RLM organisés par constructeur, voir les avions RLM par fabricant)

### Codes d'identification d'usines

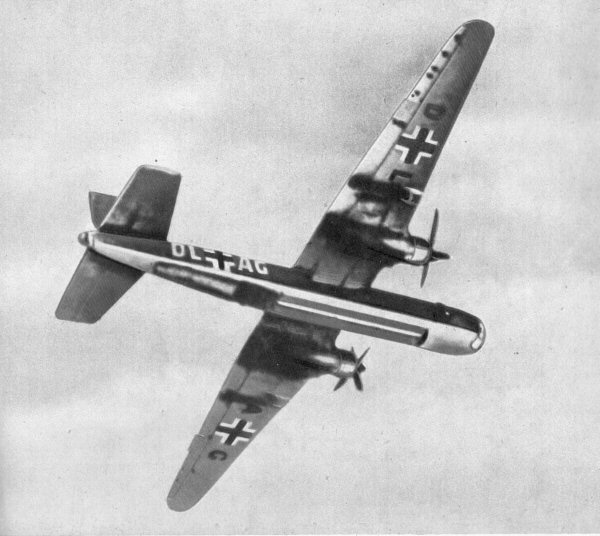
Le prototypes du He 177 A-02 Stammkennzeichen portant le marquage "DL+AQ"

Quand un avion militaire allemand sortait de son usine de production, il recevait un code Stammkennzeichen (code radio d'usine), qui était un code radio unique à l'avion avant son entrée en service et qui restait avec l'avion durant toute son existence. Ce code a également souvent été utilisé pour les prototypes s'ils ne portaient pas un code civil allemand "D - ----". Le code Stammkennzeichen était habituellement inscrit sur les côtés du fuselage, et souvent aussi, répété sur la face inférieure des deux ailes, avec les quatre lettres également réparties sous celles-ci. Le code pourrait également être mis sur la plaque d'identification du fabricant, et parfois même sur le compas pour certains appareils.

## Articles liés
- Liste des désignations de peintures du RLM
- Liste des moteurs allemands d'avions durant la Seconde Guerre mondiale
- Liste des armes embarquées allemande durant la Seconde Guerre mondiale
- Système de désignation des planeurs du RLM
- Désignations des avions par le RLM par constructeur